# Sanluisia atricapilla
Sanluisia atricapilla är en insektsart som beskrevs av Rauno E. Linnavuori 1959. Sanluisia atricapilla ingår i släktet Sanluisia och familjen dvärgstritar. Inga underarter finns listade i Catalogue of Life.